# 遠浅駅
遠浅駅（とあさえき）は、北海道（胆振総合振興局）勇払郡安平町遠浅にある北海道旅客鉄道（JR北海道）室蘭本線の駅である。電報略号はトサ。事務管理コードは▲130327。

## 歴史

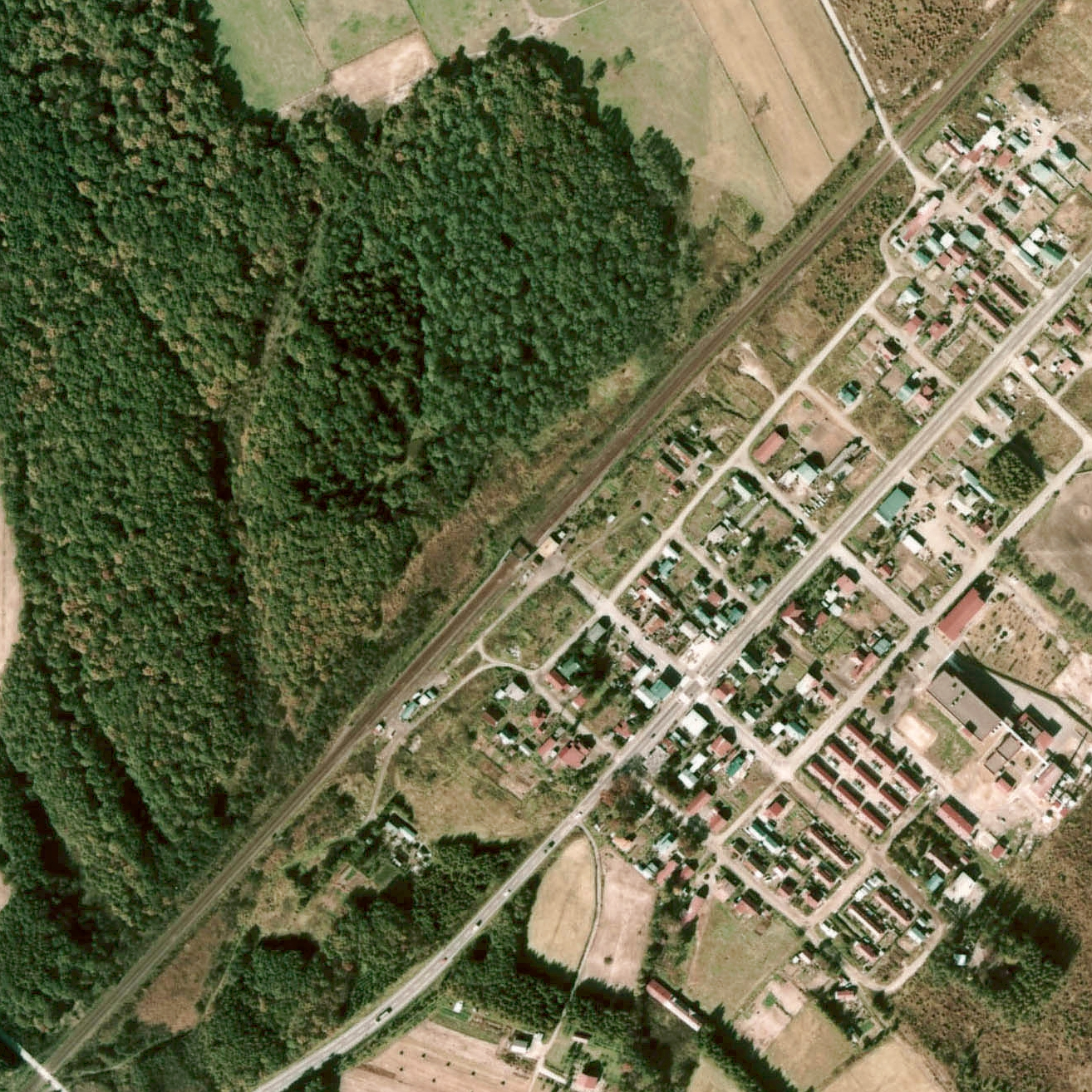
1975年の遠浅駅と周囲約750m範囲。左下が苫小牧方面。周囲は湿地帯であったために耕作農業が根付かず、早くから牧場経営と酪農業が盛んな地帯として開かれ、大樹町へ移転するまで国内最大の出荷量を誇った雪印乳業のチーズ工場があった。
駅は完全にずれた千鳥状の相対式ホーム2面2線で、駅舎横苫小牧側に貨物ホームと長い引込み線を有している。貨物荷物取扱い廃止後の現在は、この引込み線が放置されている。

- 1902年（明治35年）9月21日：北海道炭礦鉄道沼ノ端駅 - 早来駅間に新設開業[3]。一般駅[1]。
  - 当初約700 ｍ南方の高台に設置の予定であったが、地域住民の要請により現在地で開業した[4]。もともとこの土地は大島清吉という人物が牧場を開いていた場所であったが、停車場および新市街用地として一部が国に返還・提供された[4]。
- 1906年（明治39年）10月1日：北海道炭礦鉄道の鉄道路線国有化により、官設鉄道に移管[1]。
- 1923年（大正12年）：2代目駅舎へ改築[4]。
- 1909年（明治42年）10月12日：線路名を室蘭本線に制定、それに伴い同線の駅となる。
- 1953年（昭和28年）：ホームを改修[4]。
- 1972年（昭和47年）3月16日：貨物取扱い廃止[1][5]。
- 1980年（昭和55年）5月15日：荷物取扱い廃止[1]。同時に無人化[6]（簡易委託化）。
- 1981年（昭和56年）
  - 1月：3代目駅舎（現駅舎）供用開始[5]。
  - 11月2日：室蘭本線岩見沢駅 - 沼ノ端駅間CTC化に伴い、追分駅の被管理駅となる[5]。
- 1987年（昭和62年）4月1日：国鉄分割民営化によりJR北海道に継承[1]。
- 時期不詳[注 1] - 簡易委託廃止、完全無人化。

### 駅名の由来
所在地名より。アイヌ語に由来し諸説あるが、アイヌ語研究者の山田秀三は「トアサㇺ（to-asam）」（沼・の奥）に由来すると推測している。なお、明治期の地図には当地の安平川西支流に細長い沼があり、「トアサ」と記されている。

## 駅構造
相対式ホーム2面2線を有する複線区間の地上駅。転轍機を持たない棒線駅となっている。両ホームは1番線ホーム南側と2番線ホーム北側とを結んだ跨線橋で連絡している。跨線橋はL字を背中合わせに付けた形態である。線路南東側の駅舎側ホームが上り1番線、対向側ホームが下り2番線である。
追分駅管理の無人駅で、駅舎は構内の東側（岩見沢方面に向かって右手側）に位置し1番線ホーム中央部分に接している。有人駅時代の駅舎は改築され、虎杖浜駅と同型の駅舎となっている。虎杖浜駅とは破風の配色が違い、えんじ色である。駅舎内にやはり虎杖浜駅と配置、個数まで同じトイレを有する。

### のりば
| 番線 | 路線      | 方向 | 行先             |
| ---- | --------- | ---- | ---------------- |
| 1    | ■室蘭本線 | 上り | 苫小牧・糸井方面 |
| 2    | ■室蘭本線 | 下り | 追分・岩見沢方面 |

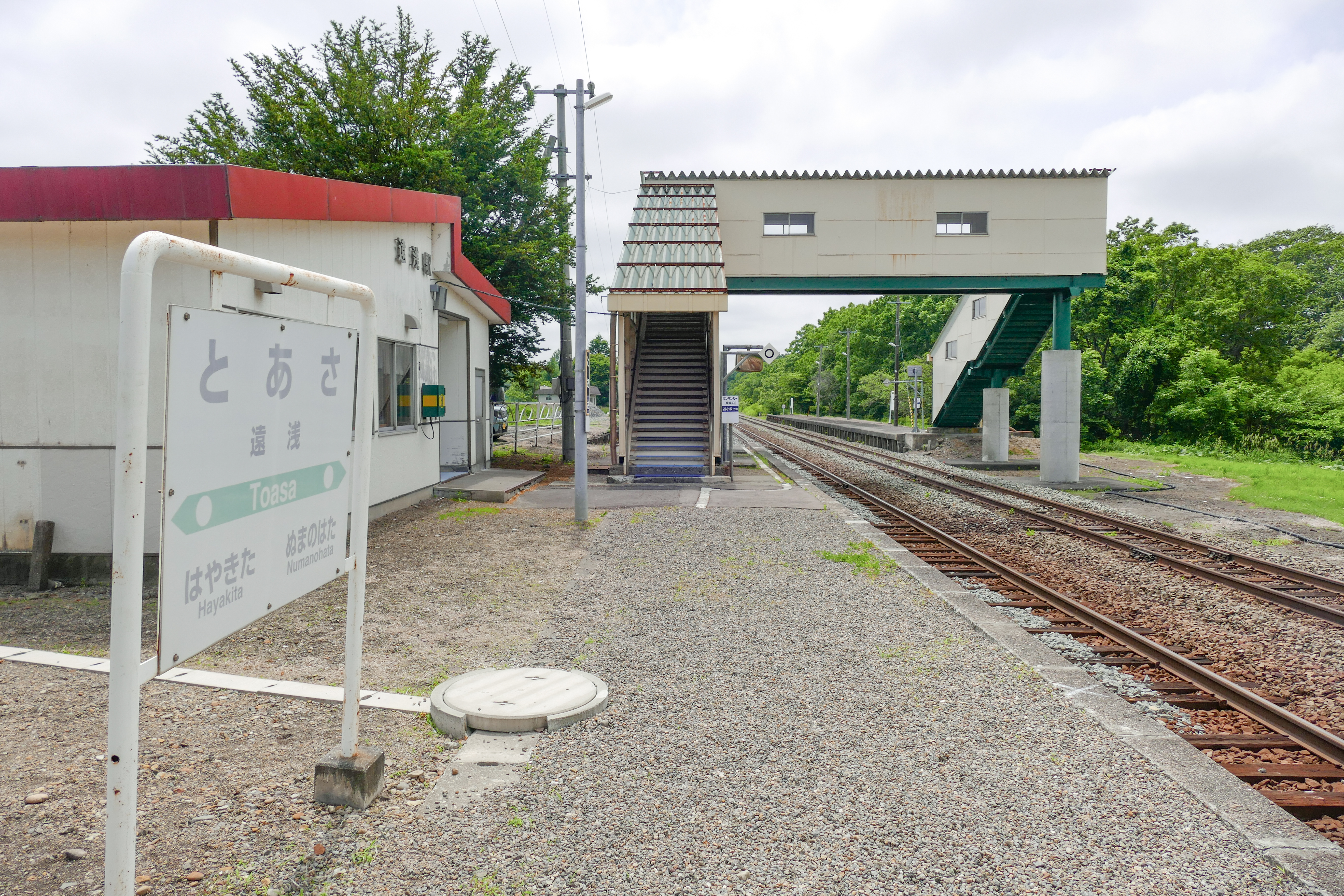
1番線ホーム（2022年6月）
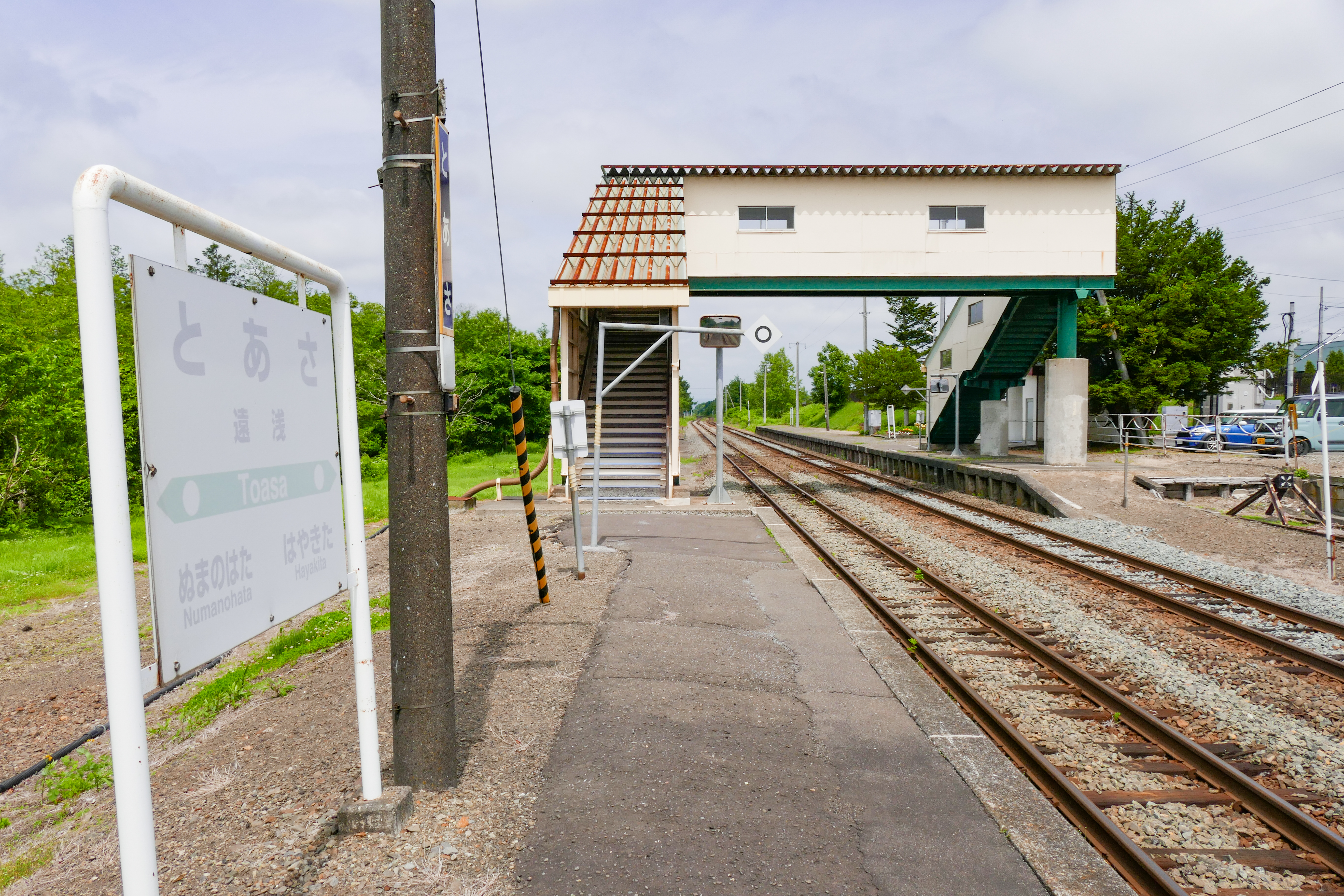
2番線ホーム（2022年6月）
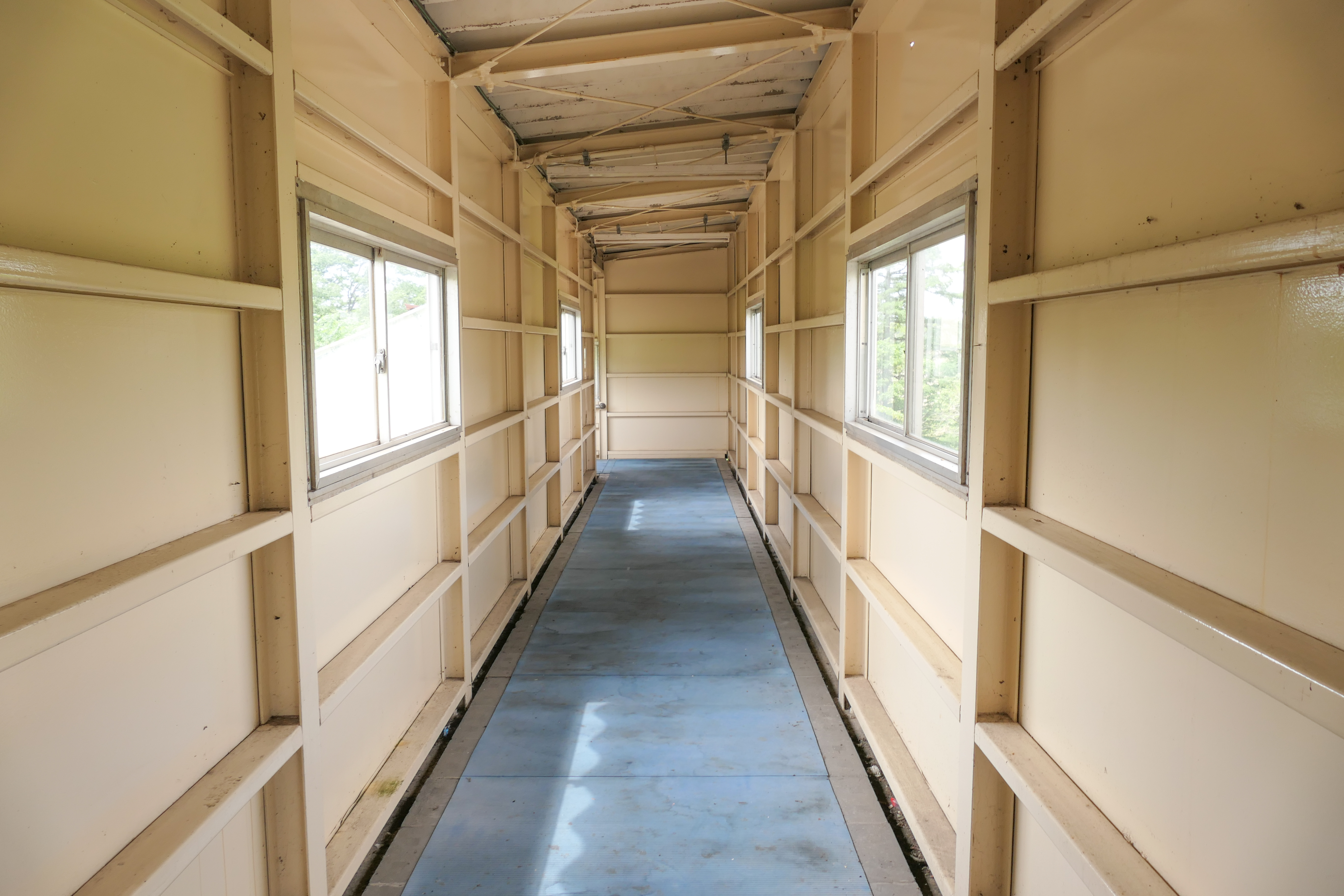
跨線橋（2022年6月）
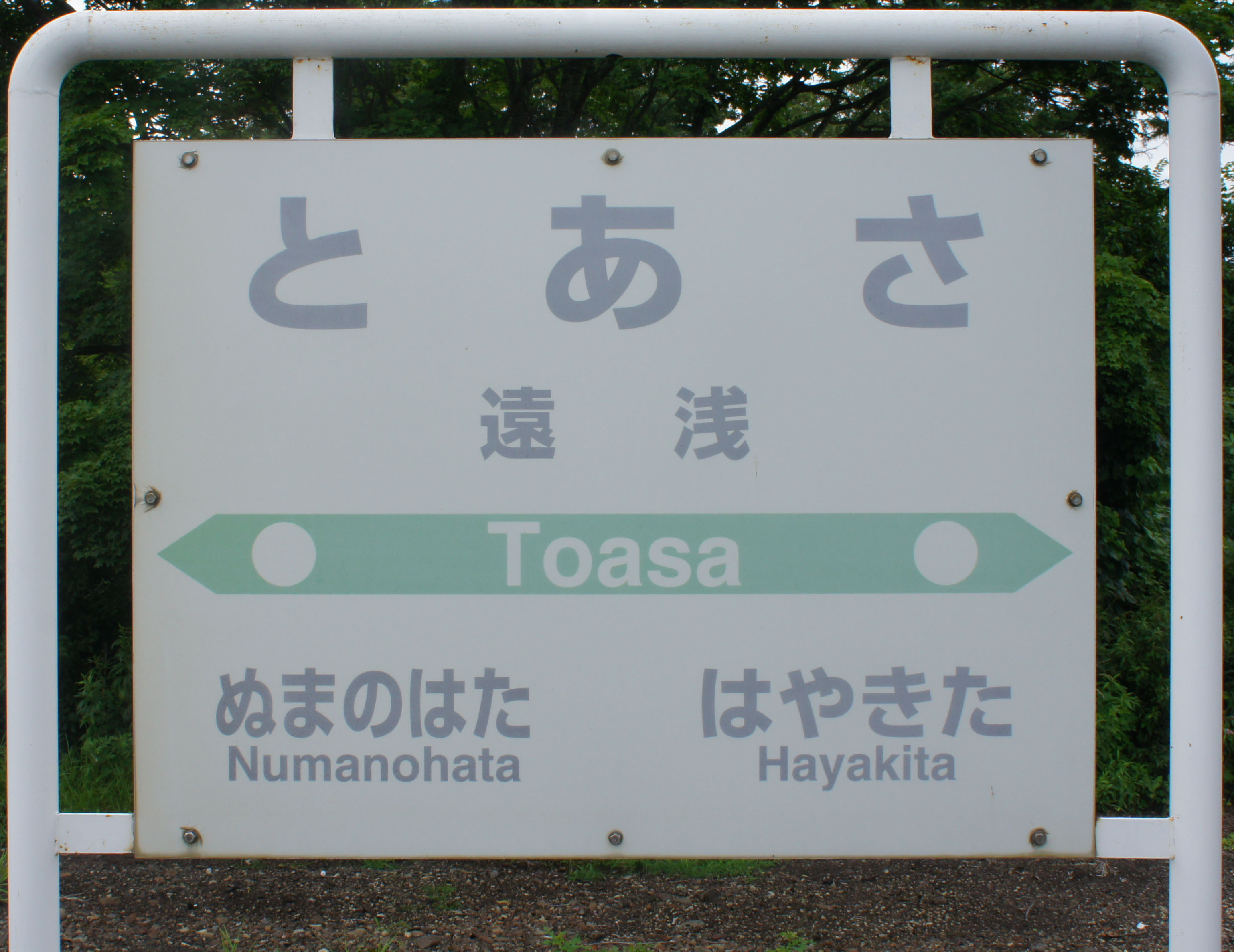
駅名標（2017年7月）

## 利用状況
乗車人員の推移は以下のとおり。年間の値のみ判明している年については、当該年度の日数で除した値を括弧書きで1日平均欄に示す。乗降人員のみが判明している場合は、1/2した値を括弧書きで記した。また、「JR調査」については、当該の年度を最終年とする過去5年間の各調査日における平均である。
| 年度               | 乗車人員 | 乗車人員 | 乗車人員 | 出典       | 備考             |
| 年度               | 年間     | 1日平均  | JR調査   | 出典       | 備考             |
| ------------------ | -------- | -------- | -------- | ---------- | ---------------- |
| 1934年（昭和09年） | 19,156   | (52.5)   |          | [ 10 ]     |                  |
| 1981年（昭和56年） |          | (44.5)   |          | [ 11 ]     | 1日乗降人員：89  |
| 1992年（平成04年） |          | (64.0)   |          | [ 8 ]      | 1日乗降人員：128 |
| 2016年（平成28年） |          |          | 34.8     | [ JR北 1 ] |                  |
| 2017年（平成29年） |          |          | 34.8     | [ JR北 2 ] |                  |
| 2018年（平成30年） |          |          | 31.6     | [ JR北 3 ] |                  |
| 2019年（令和元年） |          |          | 30.2     | [ JR北 4 ] |                  |
| 2020年（令和02年） |          |          | 24.8     | [ JR北 5 ] |                  |
| 2021年（令和03年） |          |          | 23.8     | [ JR北 6 ] |                  |
| 2022年（令和04年） |          |          | 23.2     | [ JR北 7 ] |                  |
| 2023年（令和05年） |          |          | 22.2     | [ JR北 8 ] |                  |

## 駅周辺
住宅が多い。また、酪農地帯が広がる。
- 北海道道482号豊川遠浅停車場線
- 国道234号
- 苫小牧警察署遠浅駐在所
- 遠浅郵便局
- 安平町立遠浅小学校
- 遠浅公園
- 遠浅川
- あつまバス「遠浅駅前」停留所
- 千歳線植苗駅

## 隣の駅
北海道旅客鉄道（JR北海道）
室蘭本線
沼ノ端駅 (H17) - 遠浅駅 - 早来駅